# I'll Still Kill
Singles de 50 Cent
Ayo Technology
(2007) Get Up
(2008)
Singles par Akon
Never Took the Time
(2007) Wanna Be Startin' Somethin' 2008
(2008)
I'll Still Kill (« je tuerai toujours »), est le cinquième single de rappeur 50 Cent issu de son troisième album Curtis, featuring Akon. Le single est sorti officiellement le 6 novembre 2007.

## Genèse
La chanson en collaboration avec Akon est produite par DJ Khalil. Ils ont changé le titre en « Still Will » pour la version TV et radio, pour éviter d'utiliser un titre violent. 50 Cent et Akon ont parlé fortement de leur collaboration, laquelle a été parfaite pour 50 Cent. Akon a aussi partagé les mêmes pensées avec 50 Cent et a dit qu’ils travailleront plus tard ensemble et ils enregistreront plus de chansons pour leurs prochains albums. Le single n’a pas eu un grand succès au Billboard Hot 100 : il a seulement atteint la 95e place. Il a été n°52 au Hot R&B/Hip-Hop Songs. 

## Clip vidéo
Le clip a été réalisé par Jessy Terrero, qui a déclaré sur Music Television, :

« Il est assez agité, mais j'ai des bonnes relations avec les deux, 50 Cent et Akon. C'est grand, c'est comme si La Mort dans la peau rencontrait « Unleashed». J'ai donné cette idée et 50 Cent l'a appréciée »

— Jessy Terrero, MTV
Le clip commence avec un gardien de prison qui regarde la télé. Après qu'un autre gardien passe pour donner le repas aux prisonniers et jette le plat sur Akon, ce dernier commence à chanter. 50 Cent doit se débrouiller quant à lui dans un monde des tueurs qualifiés....
Dans une entrevue pour MTV, Akon a commenté :

« Ce n'est pas un environnement pour les jolis femmes.... »

— Akon, MTV
La vidéo a été diffusée pour la première fois sur BET le 12 novembre 2007.
Selon une interview de 50 Cent sur la radio Shade 45 en décembre 2007, la vidéo a ensuite été interdite par BET.
Dans la version vidéo, plusieurs mots de la chanson sont changés par rapport à l'original. Akon dit « I still will kill», changé en « I still will chill » dans le clip.

## Classement hebdomadaire
| Classement (2007)              | Meilleure position |
| ------------------------------ | ------------------ |
| États-Unis (Hot 100)           | 95                 |
| États-Unis (R&B/Hip-Hop Songs) | 52                 |
| États-Unis (Rap Songs)         | 22                 |
| Nouvelle-Zélande (RMNZ)        | 14                 |